# Гроздовник ланцетный
Гроздо́вник ланце́тный, или Гроздовник ланцетови́дный (лат. Botrȳchium lanceolātum) — вид папоротников рода Гроздовник (Botrychium) семейства Ужовниковые (Ophioglossaceae).

## Ареал и среда обитания
Голарктический реликтовый вид. Произрастает в Северной Европе, в Альпах, Восточной Европе (Латвия, Эстония), Карпатах, в горах Монголии, в Восточной Азии и Северной Америке. В России — на севере европейской части и Дальнем Востоке.
Как правило, обитает на лесных, обычно песчаных полянах, на луговых склонах, в разреженных лесах и кустарниках.

## Ботаническое описание

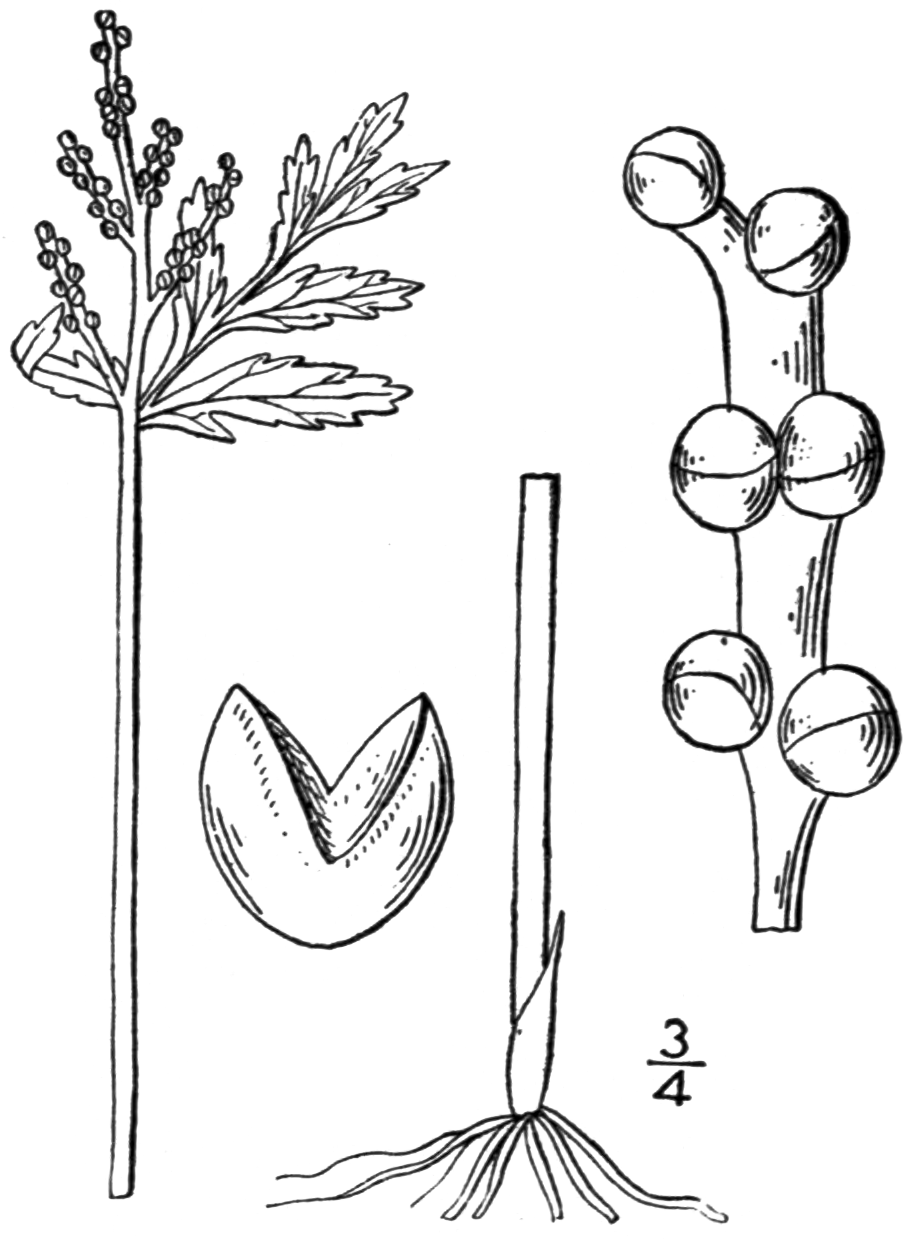
Ботаническая иллюстрация из книги Н. Бриттона и А. Брауна An Illustrated Flora of the Northern United States, Canada and the British Possessions (1913)

Многолетнее растение высотой от 5 до 20 см.
Единственная вайя выше середины разделена на вегетативную (стерильную) и спороносную части. Вегетативная часть сидячая, более или менее треугольная, перисто-раздельная, обычно не длиннее своей ширины. Доли первого порядка (перья) ланцетные, от перисто-раздельных до туповато-зубчатых. Спороносная часть вайи всегда имеется, на короткой ножке, обычно дважды перисто-рассечённая, часто метёлкообразная.
Размножается спорами. Спороносит в июле — августе.

## Охрана
Включён в Красную книгу Эстонии, а также в Красные книги субъектов Российской Федерации: Архангельская область, Республика Бурятия, Вологодская область, Республика Карелия, Кировская область, Республика Коми, Красноярский край, Ленинградская область, Мурманская область, Пермский край, Приморский край, Республика Саха (Якутия), Томская область, Тюменская область, Удмуртская республика, Хабаровский край, Ханты-Мансийский автономный округ, Челябинская область, Чукотский автономный округ

## Хозяйственное значение и применение
Листья гроздовника ланцетного применяются как седативное для детей.

## Синоним
- Osmunda lanceolata S.G.Gmel.